# Ungia
Ungia är en ort i Colombia.   Den ligger i departementet Chocó, i den nordvästra delen av landet, 500 km nordväst om huvudstaden Bogotá. Ungia ligger 14 meter över havet och antalet invånare är 4 179.
Terrängen runt Ungia är kuperad åt sydväst, men åt nordost är den platt. Runt Ungia är det glesbefolkat, med 16 invånare per kvadratkilometer. Det finns inga andra samhällen i närheten. I omgivningarna runt Ungia växer i huvudsak städsegrön lövskog.